# LYSMD3
LYSMD3 (англ. LysM domain containing 3) – білок, який кодується однойменним геном, розташованим у людей на короткому плечі 5-ї хромосоми. Довжина поліпептидного ланцюга білка становить 306 амінокислот, а молекулярна маса — 34 538.
| 10         |  | 20         |  | 30         |  | 40         |  | 50         |
| ---------- |  | ---------- |  | ---------- |  | ---------- |  | ---------- |
| MAGRHQNRSF |  | PLPGVQSSGQ |  | VHAFGNCSDS |  | DILEEDAEVY |  | ELRSRGKEKV |
| RRSTSRDRLD |  | DIIVLTKDIQ |  | EGDTLNAIAL |  | QYCCTVADIK |  | RVNNLISDQD |
| FFALRSIKIP |  | VKKFSSLTET |  | LCPPKGRQTS |  | RHSSVQYSSE |  | QQEILPANDS |
| LAYSDSAGSF |  | LKEVDRDIEQ |  | IVKCTDNKRE |  | NLNEVVSALT |  | AQQMRFEPDN |
| KNTQRKDPYY |  | GADWGIGWWT |  | AVVIMLIVGI |  | ITPVFYLLYY |  | EILAKVDVSH |
| HSTVDSSHLH |  | SKITPPSQQR |  | EMENGIVPTK |  | GIHFSQQDDH |  | KLYSQDSQSP |
| AAQQET     |  |            |  |            |  |            |  |            |

A: Аланін

C: Цистеїн

D: Аспарагінова кислота

E: Глутамінова кислота

F: Фенілаланін

G: Гліцин

H: Гістидин

I: Ізолейцин

K: Лізин

L: Лейцин

M: Метіонін

N: Аспарагін

P: Пролін

Q: Глутамін

R: Аргінін

S: Серин

T: Треонін

V: Валін

W: Триптофан

Кодований геном білок за функцією належить до фосфопротеїнів. 
Задіяний у такому біологічному процесі, як альтернативний сплайсинг. 
Локалізований у мембрані.